# Ahmad Shah Durrani
Ahmad Shah Durrani (también llamado Ahmad Shah Abdali, en pastún: احمد شاہ ابدالی‎, y conocido en pastún como Ahmad Shah Baba) (Herat, 1722-provincia de Kandahar, 16 de octubre de 1772), fue el fundador del Imperio durrani y por lo tanto es considerado como el fundador de la Afganistán moderna.

## Primeros años
Ahmad Khan (más tarde «Ahmad Shah»), un pastún del clan Sadozai, nació en Herat, en lo que hoy es Afganistán. Fue el segundo hijo de Mohammed Zaman Khan, jefe de los Abdalis. En su juventud, Ahmad Shah y su hermano mayor (Zulfikar Khan) fueron aprisionados dentro de una fortaleza por Hussein Khan, quien fue gobernador de Kandahar por los Galzais. Hussein Khan comandó una poderosa tribu de Afganos, quienes conquistaron toda Persia en pocos años, eliminando del trono a los Safavidas.
Ahmad Shah y su hermano fueron liberados por Nader Sah, el nuevo gobernante de Persia, después de conquistar Kandahar en 1736-37. Los hermanos, con un ejército poderoso de hombres del clan, prometieron su lealtad hacia Nader Sah y prontamente la demostraron en batalla.

## Comandante de la caballería Abdali
Ahmad comando un contingente de caballería estimado en 4.000 hombres, compuesto principalmente de Abdalis, al servicio de Nader Sah.

## Leyenda y gran futuro de Ahmad Shah
En la historia popular se ha hecho que el brillante y megalomaníaco Nader Sah pueda ver el talento en su joven comandante. En un informe él dijo, «yo no puedo ver en Irán, Turan e Hindustán cualquier hombre con semejante talento como lo posee Ahmad Abdali». Similarmente en la leyenda Persa dice que Nader Sah fue advertido que algún día Ahmad Shah llegaría a ser un gran Rey. Sin perturbarse por las noticias él dijo que llegaría con un cuchillo y le cortaría la oreja a Ahmad Shah diciéndole, «Cuando tú te conviertas en Rey, recuérdamelo". Más tarde de acuerdo con la leyenda pastún, en Delhi se ha dicho que Nader Sah llamó a Ahmad Shah Abdali y le dijo: "presentate Ahmad Abdali. Recuerda Ahmad Khan Abdali, que después de mi reino te lo doy a ti. Pero tú debes tratar a los descendientes de Nader Sah con bondad». El joven Ahmad Shah le respondió, «Quizás yo me sacrificaría. Debo su majestad que desearía que me mate ya que estoy a su disposición. Aquí no es causa o razón por decirle estas palabras».

## Asesinato de Nader Sah y ascenso al poder
El reinado de Nader Sah terminó abruptamente en junio de 1747, cuando fue asesinado por sus propios guardias. Los guardias involucrados en el asesinato lo hicieron en secreto para evitar que los Abdalis vinieran al rescate de su Rey. Sin embargo, a Durrani le dijeron que una de sus esposas había matado al Sha. A pesar del peligro de ser atacado, el contingente Abdali liderado por Durrani se apresuró a salvar al Sha o confirmar lo sucedido. Al llegar a la tienda del Sha, solo vieron su cuerpo y su cabeza cortada. Habiéndole servido tan lealmente, los Abdalis lloraron por haber fallado a su líder, y se dirigieron de regreso a Kandahar. Antes del retiro a Kandahar, él había "quitado" el sello real del dedo de Nader Sah y el diamante Koh-i-Noor atado "alrededor del brazo de su maestro fallecido". En su camino de regreso a Kandahar, los Abdalis habían "aceptado unánimemente" a Durrani como su nuevo líder. Por lo tanto, "asumió la insignia de la realeza" como "soberano soberano de Afganistán ".
Uno de los primeros actos de Durrani como jefe fue adoptar los títulos de Padishah-i-Ghazi ("emperador victorioso") y Durr-i-Durrani ("perla de perlas" o "perla de la época").

## Formación del último imperio afgano
Ahmad Shah comenzó su gobierno conquistando Ġaznī de manos de los ghilzais, y arrebatando Kabul al gobierno local, así fortaleciendo su control sobre Jorasán. El liderazgo de las diversas tribus afganas descansaba principalmente en la capacidad de proporcionar botín para el clan, y Durrani demostró ser notablemente exitoso al proporcionar tanto botín como ocupación a sus seguidores. Además de invadir la región de Punjab tres veces entre los años 1747-1753, capturar Herat en 1750.

### Invasiones de la India

#### Primeras invasiones
Abdali invadió el Imperio mogol siete veces desde 1748 hasta 1767. Según Jaswant Lal Mehta, Durrani despertó las "pasiones religiosas" de los afganos para disparar y "lanzar espada a la tierra de los infieles de la India". Cruzó el paso de Khyber en diciembre de 1747 con 40,000 hombres para su primera invasión de la India. Ocupó Peshawar sin ninguna oposición. Primero cruzó el río Indo en 1748, un año después de su ascensión: sus fuerzas saquearon y absorbieron Lahore. En 1749, el emperador mogol fue inducido a cederle las regiones de Sind, Panyab y la ribera occidental del río Indo para salvar su capital, Delhi, de un ataque afgano. Habiendo ganado una gran territorio al este sin lucha, Ahmad Shah se dirigió al oeste para tomar la región de Herat, gobernada por el nieto de Nader Sah, sah Rukh. Herat cayó en manos de Ahmad tras un año de sitio y un sangriento conflicto, al igual que Mashhad (en el actual Irán). Durrani perdonó a Shah Rukh y reconstituyó a Jorasán, pero como un tributario del Imperio durrani. Esto marcó el límite más occidental del Imperio afgano según lo establecido por Pul-i-Abrisham, en la carretera Mashhad-Teherán.
Después envió al ejército para someter las áreas del norte de las montañas del Hindu Kush. El poderoso ejército de Ahmad subyugó las tribus de turcomanos, uzbekos, tayikos y hazaras que habitaban el norte de Afganistán. Invadió hasta cuatro veces el Imperio mogol, consolidando su control sobre el Panyab y la región de Cachemira. A principios de 1757 saqueó Delhi, pero permitió que la dinastía mogol mantuviera un control nominal mientras reconociera la soberanía de Ahmad Shah sobre Panyab, Sind, y Cachemira. Ahmad dejó a su segundo hijo, Timur, para salvaguardar sus intereses y regresó a Afganistán.

#### Tercera batalla de Panipat
El poder del Imperio mogol sobre el norte de la India comenzó a declinar desde el reinado de Aurangzeb, que murió en 1707; los Marathas, quienes ya controlaban gran parte de la India occidental y central desde su capital en Pune, presionaban para ampliar el área bajo su control. Después de que Ahmad Shah saqueara la capital mogola y se retirara con el botín, los marathas llenaron el vacío de poder, mientras que en el Punjab, los sijs emergían como una potente fuerza. De regreso en Kandahar en 1757, Ahmad se vio forzado a volver a la India para hacer frente a los formidables ataques de la Confederación Maratha, la cual había expulsado a Timur de la India.
Ahmad Shah declaró una Yihad (guerra santa islámica) contra los marathas. Los guerreros de varias tribus pastunes, así como de otras tribus tales como los beluchis, los tayikos y los musulmanes de la India, contestaron a su llamada.
Las primeras escaramuzas terminaron con la victoria de los afganos, y en 1759 Ahmad y su ejército habían alcanzado Lahore y estaban preparados para enfrentarse a los marathas. En 1760 estos ya habían reunido un gran ejército, que probablemente excedía en número a las fuerzas de Ahmad Shah. Una vez más Pânipat se convirtió en el escenario de una confrontación entre dos competidores que peleaban por el control del norte de la India; la Tercera Batalla de Panipat (enero de 1761), librada entre los ejércitos musulmán e hindú, que alcanzaban la cifra de más de 100.000 soldados cada uno, fue librada a lo largo de un frente de doce kilómetros. A pesar de la decisiva derrota de los marathas, lo que pudo haber sido un control pacífico de Ahmad Shah sobre sus dominios fue interrumpido por otros desafíos.

### Ascenso de los sijs en el Punjab y declive del imperio
La victoria conseguida en Pânipat fue el punto de poder más alto de Ahmad Shah y de los afganos. Sin embargo, antes de su muerte el imperio comenzó a desbaratarse.
A fines de 1761, los sijs habían recuperado poder y tomado el control de gran parte del Punyab; en 1762, Ahmad Shah cruzó Afganistán por sexta vez para subyugarlos. Asaltó Lahore y después de tomar la ciudad santa de Amritsar, masacró a millares de habitantes sijs, destruyendo sus templos y profanando sus lugares santos con sangre de vaca. Dos años después los sijs se rebelaron otra vez. Ahmad Shah intentó varias veces más subyugarlos permanentemente, pero falló. A su muerte había perdido todo control sobre el Punyab, que pasó a manos de los sijs, los cuales mantuvieron el dominio de la zona hasta su derrota frente a los británicos durante la primera guerra anglo-Sij en 1846.
Ahmad Shah también hizo frente a otras rebeliones en el norte, y pactó con el emir uzbeco de Bujará que el río Amu Daria se convirtiera en la frontera entre sus tierras.

## Muerte y herencia
Durrani murió el 16 de octubre de 1772 en la provincia de Kandahar. Fue enterrado en la ciudad de Kandahar adyacente al Santuario de la Capa, donde se construyó una gran tumba.
La victoria de Durrani sobre los marathas influyó en la historia del subcontinente y, en particular, en la política británica en la región. Su negativa a continuar sus campañas en India impidió un enfrentamiento con la Compañía de las Indias Orientales y les permitió continuar adquiriendo poder e influencia después de que tomaron el control completo de la antigua provincia Mogol de Bengala en 1793. Sin embargo, el temor a una nueva invasión afgana dominó la política británica durante casi medio siglo después de la batalla de Panipat. El reconocimiento de los logros militares de Abdali se refleja en un informe de inteligencia británico sobre la Batalla de Panipat, que se refería a Ahmad Shah como "Rey de Reyes". Este temor llevó en 1798 a enviar a un emisario británico a la corte persa en parte para instigar a estos en sus reclamos sobre Herat para evitar una invasión afgana de la India que podría haber detenido la expansión de la compañía británica de las Indias Orientales. 
Sus sucesores, comenzando con su hijo Timur y terminando con Shuja Shah Durrani, resultaron en gran medida incapaces de gobernar el último imperio afgano y se enfrentaron con enemigos que avanzaban por todos lados. Gran parte del territorio conquistado por Ahmad Shah cayó a manos de otros a fines del siglo XIX. No solo perdieron los territorios periféricos sino que también aislaron a algunas tribus pastunes y las de otros linajes durrani. Hasta el ascenso de Dost Mohammed Khan en 1826, el caos reinaba en Afganistán, que efectivamente dejó de existir como una entidad única, desintegrándose en una colección fragmentada de pequeños países o unidades. Esta política aseguró que no se continué en el camino de otros conquistadores como Babur o Muhammad de Ghor y hacer de India la base de su imperio.

## Literatura
- Habibo Brechner. Die Geschichte Afghanistans. VDF Hochschulverlag AG 2005, ISBN 3-7281-2963-1 (eingeschränkte versión en línea (Google Books))
- Ahmad Schah Durrani. Diwan-i Ahmad Shah Abdali.
- Ganda Singh. Ahmad Shah Durrani. Father of Modern Afghanistan. Asia Publishing House, Bombay 1959
- Hafiz. Shahnamah-i Ahmad Shah Abdali (Da Pashto Akedemi da matbu°ato silsilah)
- Munshi Abdul Karim. Waquiyat-i-Durrani. Lahore 1963
- Mir Ghulam Muhammad Ghubar. Ahmad Shah Baba. Kabul 1944
- Conrad J. Schetter. Kleine Geschichte Afghanistans. C.H. Beck 2004, ISBN 978-3-406-51076-2, S. 44-50 (eingeschränkte versión en línea (Google Books))